# Grimmia herzogii
Grimmia herzogii là một loài Rêu trong họ Grimmiaceae. Loài này được Broth. mô tả khoa học đầu tiên năm 1916.